# Tabletka gwałtu
Tabletka gwałtu, pigułka gwałtu lub koktajl gwałtu (ang. date rape drug, ‘randkowy narkotyk gwałtu’) – określenie substancji psychoaktywnych najczęściej z grupy depresantów (GHB, flunitrazepam), wywołującej senność oraz kilkugodzinną amnezję u osoby, której podano środek. Podczas gdy ofiara jest pod wpływem „tabletki gwałtu”, sprawca może ją zgwałcić, okraść lub stworzyć kompromitujące materiały (na przykład zdjęcia lub filmy o charakterze pornograficznym) w celu późniejszego szantażowania ofiary.
Jako tabletki gwałtu najczęściej wykorzystywane są: GHB, flunitrazepam, ketamina lub wodzian chloralu. Każda z tych substancji dobrze rozpuszcza się zarówno w napojach alkoholowych, jak i bezalkoholowych. Nie mają one również smaku ani zapachu i nie zmieniają koloru napoju, w którym zostały rozpuszczone. Zaczynają działać po kilkunastu minutach od zażycia.